# Josky Kiambukuta
Josky Kiambukuta Londa, connu sous le nom de Josky Kiambukuta, né le 14 février 1949 et mort le 7 mars 2021 à Kinshasa, est un artiste musicien, chanteur, auteur-compositeur congolais et frère de Serge Kiambukuta. Étant membre de l'orchestre TP OK Jazz, il a chanté aux côtés de Franco Luambo entre 1973 et 1980,,.

## Biographie
Josky Kiambukuta naît de l'union de Bernard Bakiansuni et Albertine Londa le jour de Saint-Valentin en 1949 à Gombe-Matadi.

## Carrière musicale

### Début de la carrière musicale
En 1969, Josky Kiambukuta intègre le groupe African Fista Sukisa de Dr Nico avec lequel il enregistre plusieurs tubes dont : Sadi naboyi masumu, échantillon ya pamba, Bolingo ya sens unique, etc.
En 1971, Josky Kiambukuta intègre le groupe Continental de Maître Taureau Ngombe Baseko. Il côtoie et chante aux côtés de Wuta Mayi, Bopol Mansiamina, etc. et il enregistre avec le groupe deux opus : Nakobondela et Bokokamwa.

### TP Ok Jazz
En 1973, Josky Kiambukuta rejoints le groupe TP OK Jazz de Franco Luambo. Grâce à sa voix, il pouvait varier entre la voix aiguë et la basse selon le besoin. Il enregistre avec le groupe plusieurs chansons tels que : Chandra, Fariya, Bon marché, Na mabele, Chez mère kusala, etc.
En 1985 il quitte le groupe pour une carrière en solo avec Ntesa Dalienst, avec qui il va beaucoup collaborer. Au début de sa carrière solo, il a enregistré un album avec Ntesa Dalienst et son frère Serge Kiambukuta. Josky a également participé aux premiers albums de Koffi Olomide.
Deux ans après, c'est-à-dire en 1987, il réintègre le groupe TP OK Jazz après son départ en 1985, et enregistre son deuxième album Mata Kita Bloqué qui contient un tube éponyme.
Après la mort de Franco Luambo en 1989, il quitta le groupe quelques années après avoir essayé de maintenir le groupe avec Simaro Lutumba,.

### Bana Ok
Après la mort du grand Franco, le groupe TP OK Jazz a continué à évoluer pendant quatre ans, après qu'un conflit ait exposé au sein du groupe qui sera la base de la scission du groupe. Josky Kiambukuta, Simaro Lutumba, Ndombe Opetum et d'autres membres du groupe TP OK Jazz forment un nouveau groupe : Bana Ok.

## Maladie et décès
Josky Kiambukuta se serait retiré de la musique vers 2009. Sa santé serait déséquilibrée plusieurs années avant sa mort. Il décède à Kinshasa le 7 mars 2021 à 72 ans.